# PC Magazine
PC Magazine (abrégé PCMag) est un magazine d'informatique publié mensuellement aux États-Unis par Ziff Davis. Une publication papier a été disponible de 1982 à janvier 2009. Une édition en ligne a commencé vers 1994 jusqu'à nos jours.
En France il fut décliné (en français) sous le nom de PC Expert.